# Йота-
йота- (Y, Й) — префікс у системі SI, що позначає множення основної одиниці вимірювання на 1024 (тобто на 1 000 000 000 000 000 000 000 000, або ж на один септильйон). Наприклад, 1 йотаметр — це 1024 метрів. Назва походить від давньогрецького слова ὀκτώ (októ), що означає «вісім», оскільки префікс відповідає 1 0008.
Префікс затверджено 1991 року. За даними на 2010 рік йота- є префіксом, що позначає найбільший множник, хоча йде обговорення щодо запровадження префіксу, що позначатиме множник 1027.
Наприклад:
- Маса Землі — 5973,6 Йг,
- Загальна потужність Сонця — 383 ЙВт.